# ГЕС Крестума-Левер
ГЕС Крестума-Левер (порт. Barragem de Crestuma-Lever) — гідроелектростанція на півночі Португалії. Розташована після ГЕС Каррапатело становить нижній ступінь каскаду на Дору (найбільша за водозбірним басейном річка на північному заході Піренейського півострова, що впадає в Атлантичний океан біля Порту).
При спорудженні станції річку перекрили бетонною гравітаційною греблею висотою 65 метрів та довжиною 470 метрів, на спорудження якої пішло 205 тис. м3 матеріалу. Вона утримує водосховище із площею поверхні 13 км2 та об'ємом 110 млн м3 (корисний об'єм 23 млн м3).
Машинний зал станції обладнано трьома турбінами типу Каплан потужністю по 39 МВт, які при напорі від 6,8 до 12,6 метра забезпечують виробництво 360 млн кВт·год електроенергії на рік.
Зв'язок з енергосистемою здійснюється по ЛЕП, що працює під напругою 70 кВ.